# Backtrace
Backtrace è un film del 2018 diretto da Brian A. Miller con protagonisti Ryan Guzman, Sylvester Stallone e Matthew Modine.

## Trama
Dopo aver subito un trauma cranico a causa di una rapina in banca andata male, MacDonald soffre di una grave amnesia retrograda e viene messo in un reparto psichiatrico carcerario. Giunto al suo settimo anno di valutazione, è costretto ad evadere dalla prigione da un detenuto e un medico; gli viene iniettato un siero che lo costringe a rivivere la vita che ha dimenticato. MacDonald avrà ora sulle sue tracce il detective locale Sykes, un agente dell'FBI e dei mercenari al soldo di qualcuno che fa il doppio gioco, oltre ai pericolosi effetti collaterali della droga. Tutto ciò per recuperare i soldi rubati durante la rapina e nascosti molto bene.

## Produzione
Le riprese del film si sono svolte a Savannah.

## Promozione
Il primo trailer del film viene diffuso il 5 ottobre 2018.

## Distribuzione
Il film è stato distribuito in contemporanea nelle sale cinematografiche statunitensi e on demand a partire dal 14 dicembre 2018, mentre in Italia arriva direct to video dall'8 agosto 2019.

### Divieti
Negli Stati Uniti il film è stato vietato ai minori di 17 anni per la presenza di "violenza e linguaggio scurrile".